# Морфин
Морфин (раније и морфијум) је природни алкалоид који се добија из опијума. Име је добио по грчком богу сна Морфеју. У медицини се користи због снажног аналгетичког дејства. Због опасности од зависности, користи се ретко, само код најтежих болова. Предмет је злоупотребе а представља и полазну сировину за добијање полисинтетских опијата, пре свега хероина.

## Историја
Мак се користио још у неолиту у религиозне и медицинске сврхе. У старом веку су Грци и Асирци знали за опијум, али и опос – сок добијен цеђењем целе биљке и меконијум – водени декокт (чај) од целе биљке. У Кини је опијум прву примену имао у терапији дијареје, а тек касније и бола. У Кини је било јако распрострањено и пушење опијума као вид злоупотребе.
Морфин је први алкалоид изолован у чистом стању (Фридрих Зертирнер, 1804), а синтетисан је 1952. Количина морфина у опијуму варира од 3% до 23%.

## Добијање
Морфин се, заједно са другим алкалоидима, налази у маку (Papaver somniferum), и то у свим деловима биљке осим семена, али се за добијање опијума користи само један варијетет – P. somniferum var. album (тзв. опијумски мак). Када биљка уђе у фазу опијумске зрелости, чауре се засецају и из њих цури млечнобели сок који се на ваздуху згусне, очврсне и добије мрко-црвену боју. Овим настаје сирови опијум (Opium crudum), који садржи најмање 10% морфина и 2% кодеина. Стандардизацијом на 9,8-10,2% морфина добија се Opium titratum.
Због могуће злоупотребе, данас се ређе користи опијум, а опијумски алкалоиди се најчешће добијају екстракцијом из сувих чаура мака након одвајања семена. Могућа је и екстракција из зеленог дела биљке, али се овако прикупљена сировина мора, због нестабилности, брзо осушити, а тек онда се прибегава екстракцији.
Светске потребе за морфинанима (морфин, тебаин и кодеин) износе око 190 тона годишње, али 80% ове количине представља кодеин.

## Фармакологија
У организму постоје 3 типа опиоидних рецептора:
- 1 (раније δ) – налазе се у ЦНСу, и имају улогу у аналгезији, покретности гастроинтестиналног тракта, расположењу, понашању и регулацији кардиоваскуларног система. Стимулацијом ових рецептора постиже се аналгезија, успорава мотилитет ГИТа, мења расположење и понашање. Физиолошки се за 1 рецепторе везују енкефалини.
- 2 (раније ϰ) – налазе се пре свега у кори великог мозга и учествују у преношењу сигнала за бол, регулисању мокрења и исхране. Стимулацијом овог типа рецептора долази до спречавања провођења сигнала за бол, и поремећаја у мокрењу и исхрани. Физиолошки се за 2 рецепторе везују динорфини.
- 3 (раније μ) – распоређени дуж целог можданог стабла, са улогом у регулацији бола, дисања, крвотока, перисталтике црева, расположења, лучења хормона и имуних функција. Физиолошки се за 3 рецепторе везују ендоморфини.

Морфин делује на сва три типа рецептора, али своја фармаколошка дејства остварује пре свега преко OP3. Главна места деловања морфина су централни нервни систем и гастроинтестинални тракт.
- Централни нервни систем – морфин у неким деловима ЦНСа делује депресивно, а у другима ексцитаторно:
  - Аналгезија је најважнији терапијски ефекат морфина. Морфин је у стању да ублажи и најјаче болове (инфаркт миокарда, терминалне фазе рака, прострелне ране, опекотине, трауме), и делује као специфични антагониста бола. То значи да се токсични ефекти морфина (укључујући и зависност) не испољавају све док има бола, али ако бол нагло престане могу се јавити симптоми акутног тровања морфином[4][5]. Не мењајући праг за остала чула, морфин ублажава бол преко најмање три фактора:
    - променом емоционалне реакције према болу, вероватно најзначајнијим појединачним ефектом у отклањању постојећег бола. Морфин пре свега делује на доживљај бола, уклањајући паничне реакције и осећај страха.
    - повишењем прага осетљивости бола, што је значајно ако се морфин примени пре настанка бола (нпр. пред операцију).
    - седацијом, током које се повећава и праг дражи. У одговарајућим условима, морфин може изазвати и сан.

  - Промене понашања се јављају како код зависника и пацијената са болом, тако и код здравих људи. Међутим, док код зависника (и болесника) изазива еуфорију, код здравих људи изазива дисфорију. Код животиња морфин најчешће изазива надраженост (мачка, коњ, говече, свиња).
  - Мучнина се јавља због стимулације хемиорецепторне зоне и допаминских рецептора у продуженој мождини.
  - Морфин, као и сви опијати, снажно инхибира рефлекс кашља.
- Гастроинтестинални тракт – морфин смањује покретљивост црева, али и повећава тонус глатких мишића, чиме изазива опстипацију. Због повећања тонуса мишића жучних и мокраћних путева, морфин није добро средство за отклањање жучних и бубрежних колика (осим ако се примењује заједно са спазмолитицима).
- Остала дејства
  - Миоза се јавља као последица активације OP3 рецептора и представљају значајну карактеристику за препознавање тровања опиоидима, укључујући и морфиноманију.
  - Хипотензија, бронхоконстрикција и други ефекти се јављају само после уношења великих доза морфина и нису од значаја, тако да се морфин може давати и код срчаних обољења, укључујући инфаркт миокарда

### Индикације
Главна терапијска индикација за примену морфина је бол. Мада морфин нема нежељених дејстава нити изазива зависност ако се примењује у дозама које нису веће од потребних за сузбијање бола, примена морфина се избегава због могућих злоупотреба. Зато се морфин користи само код најјачих болова, где примена других аналгетика није довољна: код тешких постоперативних болова, акутног инфаркта миокарда, опекотина, тешких фрактура и терминалних стадијума малигних обољења.
Морфин се може користити и пре операције, за умирење пацијента и спречавање болова; а по потреби се може давати и током операције (интратекално или епидурално).
Код акутног едема плућа механизам деловања морфина није до краја објашњен, али се претпоставља да укључује смањење осећаја отежаног дисања, смањује анксиозност, као и претходно и накнадно оптерећење срца.
Морфин се може користити за ублажавање упорног кашља и заустављање дијареје, али се данас не користи у ову сврху. За отклањање сувог кашља је замењен антитусицима, а дијареја се лечи отклањањем узрока (каузално).

### Нежељена дејства
Нежељена дејства морфина се, као и жељена, јављају услед стимулације 3 рецептора. Обухватају депресију дисања, опстипацију, задржавање мокраће, повећање притиска у жучној кеси, а некад и мучнину и повраћање, миозу, свраб. Дужа примена морфина доводи до толеранције и зависности (в. Токсикологија).

## Фармакокинетика
Морфин се, добро ресорбује након оралне, супкутане, интрамускуларне и назалне примене. Након оралне примене се интензивно метаболише у јетри, па до циркулације долази око 1/4 унете дозе. Морфин слабије пролази крвно-мождану баријеру него хероин, и у главном се расподељује у плућима, јетри, бубрезима и слезини. Код деце крвно-мождана баријера није довољно развијена, па су деца посебно осетљива према морфину.
У јетри се морфин преводи у глукуронат и излучује највећим делом преко бубрега, а мањим делом преко жучи. Оштећења јетре могу значајно смањити метаболизам морфина што доводи до повећања његове концентрације у крви. Морфин-6-глукуронид и сам има аналгетички ефекат, што је од значаја код хроничне терапије или поремећаја функције бубрега (када је смањено излучивање овог метаболита).

## Токсикологија

### Акутно тровање
Употребљаван без постојећег бола, морфин делује токсично. Код особа које нису користиле морфин, токсичне су дозе веће од 0,1 грама. Деца су још осетљивија на морфин од одраслих, због неразвијене крвно-мождане баријере.
Акутно тровање може бити самоубилачко или случајно (код предозирања). Јавља се еуфорија, коју прати мучнина, жеђ, хипотензија, хипотермија, халуцинације, миоза, несавладива потреба за сном, кома и смрт услед депресије центра за дисање. Смрт наступа за 1-24 сата.
Као специфичан противотров се користи налоксон. Због кратког полуживота налоксона, потребно је понављати инјекције више пута, све док не прође дејство морфина. Уз налоксон, даје се и кисеоник и инфузије течности.

### Морфиноманија
Морфин изазива опијумски тим зависности, у коме су изражене све три карактеристике болести зависности: психичка и физичка зависност и толеранција. До навикавања долази већ за 2-3 недеље, а толеранција је толика да морфиномани могу унети и до 2 грама морфина без опасности по живот.
Толеранција се јавља из 2 разлога: због нисходне регулације рецептора и због убрзаног метаболизма у јетри. Убрзање метаболизма се види и по томе што се код зависника налази мала количина морфина у крви и након узимања токсичних доза. Толеранција је унакрсна у односу на остале опијате. Нисходна регулација рецептора је узрок појаве физичке зависности, јер количина ендогених опиоида (енкефалини, ендорфини, ендоморфини) више није довољна за њихову стимулацију.
Главни симптоми хроничног тровања морфином су смањење лучења телесних течности (осим зноја), губитак апетита, поремећај варења, миоза; а касније долази и до појаве психичких симптома – депресија, аљкавост, социјалне дисфункције.
Лечење морфиноманије је врло тешко, и данас се спроводи у специјализованим установама. Приликом покушаја одвикавања, јавља се апстиненцијални синдром који се састоји од симптома супротних онима код хроничне интоксикације морфином: несаница, раздражљивост, мидријаза, пролив. Због тахикардије може доћи до смрти. Од психичких ефеката се јављају халуцинације и параноја које могу довести до самоубистава. Због ових опасности, лечењу морфиноманије (и хероиноманије) се приступа пажљиво, комбинацијом психотерапије и постепеног смањивања дозе или замене метадоном. Циљ увођења метадона је да се зависнику што пре укине интравенска примена наркотика („скидање са игле“), а затим се сам метадон постепено укида. Уместо метадона може да се примењује и метадил ацетат који има дуже дејство: једна доза је довољна да отклони симптоме апстиненције за наредна три дана. Међутим, без обзира на терапију, број повратника на морфин је јако висок.